# Luís Martins Soares
Luís Martins Soares (Ponte Nova, 22 de novembro de 1888 — Belo Horizonte, 27 de julho de 1948) foi um político brasileiro, filho de Manuel Olímpio Soares, presidente da Câmara Municipal de Ponte Nova por 25 anos, e de Francisca Inácia Martins Soares. 
Se formou em Direito pela Faculdade do Rio de Janeiro em 1914. Foi chefe político de Ponte Nova durante a década de 1920 e, posteriormente, deputado estadual em Minas Gerais, de 1927 até 1930. Exerceu o cargo de deputado constituinte em 1934, após ter integrado a primeira comissão executiva do Partido Progressista (PP) de Minas Gerais, fundada em janeiro de 1933 sob a liderança de Antonio Carlos Ribeiro de Andrada. Pelo partido, foi eleito em maio daquele ano deputado por seu estado à Assembleia Nacional Constituinte.
Depois de participação em trabalhos constituintes, que foram encerrados, graças a nova Carta de 1934, teve o mandato prolongado até maio do ano seguinte. Pelo seu estado, foi reeleito deputado em Minas Gerais, também pelo PP. Permaneceu na Câmara até o dia 10 de novembro de 1937, data em que o Estado Novo invalidou órgãos legislativos do Brasil. 
Foi eleito deputado à Assembleia Nacional Constituinte, pelo Partido Social Democrático (PSD). Entretanto, não assumiu o cargo, por ter sido nomeado secretário de João Tavares Correia Beraldo. Desempenhou a função até agosto de 1945. Ainda apoiou a candidatura de Milton Campos, seu sobrinho, que foi eleito governador de Minas Gerais em 1947, pela União Democrática Nacional (UDN). 
No dia 27 de julho de 1948 faleceu em Belo Horizonte.